# Temporaladverbial
Ein Temporaladverbial oder Zeitadverbial, auch Temporalbestimmung bzw. Zeitbestimmung, ist in der Grammatik ein Satzteil, der dazu dient, die beschriebene Situation in der Zeit einzuordnen oder andere zeitliche Eigenschaften einer Situation anzugeben. Die Bezeichnung Adverbial bezieht sich auf diese Funktion eines Ausdrucks und lässt offen, wie der Ausdruck aufgebaut ist: Es kann sich z. B. um eine Präpositionalphrase handeln (im nächsten Jahr) oder auch um einen adverbiellen Nebensatz (Temporalsatz, z. B. nachdem er das Haus verlassen hatte).  Als Temporaladverb oder Zeitadverb wird ein Einzelwort bezeichnet, das als Temporaladverbial dienen kann und sich keiner anderen Wortart eindeutig zuordnen lässt (z. B. oft, jetzt, gestern).
Temporaladverbiale spielen im Satz mit dem Tempus (oder anderen zeitlichen Kategorien wie dem Aspekt) zusammen. Das Tempus enthält ebenfalls Information über Zeitverhältnisse, ist aber eine Grammatische Kategorie, wogegen Zeitadverbien etc. Bestandteile des Wortschatzes sind. Im Gegensatz zur Kategorie Tempus kommen Zeitadverbiale in allen Sprachen vor (der vorliegende Artikel beschränkt sich aber auf Beispiele aus dem Deutschen).
Zeitadverbiale werden auf verschiedene Weisen in inhaltliche Untertypen aufgegliedert. In diesem Artikel werden unterschieden:
- Temporale Positionsadverbiale, z. B. „gestern, dieses Jahr, bald“ (zu unterscheiden von lokalen Positionsadverbialen)
- Daueradverbiale, z. B. „eine Stunde lang, in(nerhalb) einer Stunde, seit einer Stunde“
- Phasenadverbiale, z. B. „schon, noch“
- Frequenzadverbiale, z. B. „oft, dreimal“.

Manchmal wird die Bezeichnung „Temporaladverbial“ im engeren Sinn nur auf Positionsadverbiale bezogen. Daneben finden sich auch andere Gruppierungen als oben angegeben oder eine Einbeziehung von noch weiteren Typen.
Bei den meisten Typen von Zeitadverbialen lassen sich außerdem mehrere Deutungsmöglichkeiten unterscheiden, da es verschiedene Ebenen des Zeitbezugs im Satz gibt. Vor allem kann unterschieden werden zwischen einem engeren Bezug auf das vom Verb beschriebene Ereignis selbst, im Gegensatz zu einem weiteren Bezug auf die Betrachtzeit des ganzen Satzes (zu der die Zeit des Ereignisses dann in Beziehung gesetzt wird).

## Form- und Funktionsklassen

### Temporale Bedeutung in verschiedenen Wortarten
Ausdrücke, die Angaben über Zeit oder Zeitverhältnisse bilden können, sind:
- Alleinstehende Wörter: Adjektive und Adverbien

Adjektive sind Wörter, die im Prinzip flektierbar sind, Adverbien sind Wörter, die unflektierbar sind.
Beispiele für Zeitadverbien sind daher: jetzt, heute, soeben, unlängst, sofort, danach, vorher, öfters, stets, lange, nachmittags. Als Adverb werden traditionell auch die Ausdrücke bezeichnet, wo ein zusammengesetzter Ausdruck zu einem Wort zusammengerückt ist, etwa: „seitdem“ (entstanden aus der Präpositionalphrase „seit d(ies)em“).
Beispiele für Adjektive mit temporaler Bedeutung: ewig, kurz, lang.
Die Abgrenzung erfolgt oft unklar; beispielsweise wird häufig häufig als Adverb bezeichnet, trotz flektierter Vorkommen wie: „häufige Besuche“.
- Wörter, die zusammen mit Ergänzungen Zeitangaben bilden:

Präpositionen: in (einer Stunde), nach (einem Jahr), seit (der Rückkehr), vor (fünf Wochen); in manchen Sprachen auch Postpositionen: Englisch five weeks ago.
Konjunktionen / Subjunktionen: nachdem (er das Haus verlassen hatte), sobald, während, als, solange, bevor, bis (er schläft). – Siehe den Spezialartikel Temporalsatz.
- Nominalphrasen mit Adverbialkasus:

eines Tages, einen Tag, letzten Monat
Die obigen Klassen von Ausdrücken können weiter ausgebaut werden, indem Modifikatoren hinzutreten; zum Beispiel bei Präpositionen: „kurz vor dem Knall“; „zwei Monate nach dieser Begebenheit“, ebenso zur Konjunktion: „kurz nachdem er gegangen war“.
Eine Wortart, die zu diesen Unterscheidungen quer läuft, sind die Ausdrücke, mit denen solche Angaben erfragt werden können, z. B. „wann, wie oft, wie lange?“. Einzelwörter dieses Typs werden als Frageadverbien bezeichnet.

### Adverbiale und andere grammatische Funktionen
Temporaladverbiale liegen im engeren Sinn nur vor, wenn obige Zeitangaben Satzglieder bilden, aufgrund der Definition des Adverbials als Satzglied. Sie hängen dann also vom Prädikat des Satzes ab:
- „Kurz nach seinem Weggang brach ein Feuer aus.“
- „Kurz nachdem er weggegangen war, brach ein Feuer aus.“
- „Wann brach das Feuer aus?“

Die Begriffe Adverbial und Angabe sind nicht bedeutungsgleich. Allerdings fungieren die meisten Temporaladverbiale tatsächlich als Angaben. Eine Ausnahme ist die Ergänzung bei dem Verb dauern z. B. mit Adverbialkasus: „Es dauert einen Tag“.
Daneben gibt es Verwendungen derselben Ausdrücke, die im engeren Sinn nicht als Adverbiale zählen: Präpositionalphrasen, Adverbien, Temporalsätze kommen auch als Attribute vor (von einem Substantiv abhängige Ausdrücke):
- „[Sein Weggang kurz vor dem Ausbruch des Feuers ] machte den Kommissar stutzig.“

Selten findet sich auch ein Gebrauch als Prädikativum (Kopulaergänzung) oder sogar Subjekt:
- „Das Konzert war gestern.“
- „Gestern war ein schöner Tag.“ (auch im Englischen: Yesterday was nice[10]).

## Positionsadverbiale
Die Bedeutungsklasse der temporalen Positionsadverbiale, also Adverbiale der zeitlichen Lage, bildet ein besonders reichhaltiges System. Sie werden manchmal als die „Temporaladverbiale im engeren Sinn“ gesehen (das heißt, in manchen Texten ist mit „Temporaladverbial“ direkt „temporales Positionsadverbial“ gemeint). Diese Adverbiale wirken besonders eng mit dem Tempus des Satzes zusammen.

### Verbindung zur Bedeutung des Tempus
Temporale Positionsadverbiale haben Bedeutungen ähnlichen Typs wie das Tempus, fügen dem jedoch feinere Unterscheidungen hinzu. In den folgenden Beispielen sieht man verschieden weit ausgreifende Zeitangaben, mit denen aber unterschiedslos die Vergangenheitsform des Verbs steht:
- „In der Frühzeit des Weltalls gab es noch keine Materie.“
- „Vor vielen Jahren, als kleiner Junge war ich schon einmal hier.“
- „Gerade eben, vor einer Minute war er doch noch da?“

In manchen Sprachen gibt es auch unterschiedliche Tempusformen, mit denen nach zeitlicher Entfernung unterteilt wird (siehe unter Tempus #Unterteilungen im Tempussystem). Auch solche Unterteilungen bleiben jedoch immer noch gröber als der vorhandene Adverbial-Wortschatz.
Positionsadverbiale müssen also normalerweise mit dem durchs Tempus vorgegebenen Rahmen vereinbar sein. Im Deutschen gilt allerdings, dass die Tempusform des Präsens die Aussage nicht auf die Gegenwart einschränkt, sondern auch die Zukunft betreffen kann. Daher erhält man in diesem Fall, aber normalerweise nur hier, verschiedene Kombinationen:
- „Jetzt ist die Webseite nicht erreichbar.“
- „Morgen ist die Webseite nicht erreichbar.“
- Sonst auch: „Morgen wird die Webseite nicht erreichbar sein.“
- Vergleiche aber: ≠ „Jetzt wird die Webseite nicht erreichbar sein.“ – Hier kann „wird“ nicht als Futur gedeutet werden, sondern nur als Modalverb mit der Bedeutung „vermutlich“.
- Hingegen ohne Alternativen: „Gestern war die Webseite nicht erreichbar.“

Ausnahmen entstehen durch die Besonderheiten der Zeit in Erzähltexten oder im Kontext von Plänen, wo das Tempus einen verschobenen Bezug hat. Beispiel: „Morgen war also der gefürchtete Abreisetag...“ (diese Kombination von Zeitangaben ist durch den besonderen Gebrauch des Präteritums als Erzählperspektive ausgelöst).
Im Gegensatz zu adverbiellen Verwendungen sind attributive Zeitangaben unabhängiger vom Tempus des Satzes:
- „Für [das Konzert morgen ] wurde zu wenig Werbung gemacht.“

Das Zeitadverb „morgen“ besagt, dass das Konzert für die Zukunft geplant ist, aber das Tempus der Aussage ist Vergangenheit.

### Bestimmung der zeitlichen Lage
Beliebige Zeitpunkte bzw. Zeitintervalle lassen sich bestimmen, wenn eine Bezugszeit existiert, für die es eine Benennung gibt. Gestützt auf diese benannte Bezugszeit kann man dann eine zeitliche Relation angeben wie davor, danach, sowie zugleich oder innerhalb (eines Intervalls). Die Bedeutung aller Positionsadverbiale ist daher letztlich relational: Sie ordnen eine Zeit, über die geredet wird, bezüglich einer gegebenen Zeit ein. Das System ähnelt dem der lokalen Positionsadverbiale, allerdings ist die Struktur der Zeit einfacher als die des Raums, denn es gibt hier nur eine geordnete Folge von Zeitpunkten bzw. -intervallen.
Im einfachsten Fall ergibt sich die zu bestimmende Zeit in zwei Schritten durch Zugriff auf die Bezugszeit plus eine zeitliche Relation dazu, es gibt aber auch komplizierter aufgebaute Zeitbestimmungen, mit Zwischenschritten bei den Zeitrelationen oder zusätzlichen Maßangaben.
Die folgende Beispielliste ist danach geordnet, auf welche Weise die Bezugszeit gegeben ist:
- Deiktisch, d. h. Bezugszeit ist die Äußerungszeit.

jetzt = „zugleich mit der Äußerungszeit“ oder „in einem Intervall, das auch die Äußerungszeit enthält“
heute = „innerhalb des Tages, der die Äußerungszeit enthält“ (mit kalendarischer Begrenzung)
gestern = „innerhalb des Tages, der vor heute liegt“ (zwei Zeitrelationen und kalendarische Begrenzungen)
vorhin = „kurz vor der Äußerungszeit“ (mit vagem Zeitmaß kombiniert)
vor 1 Stunde = „im Abstand von 1 Stunde vor der Äußerungszeit“ (mit präzise definiertem Zeitmaß kombiniert)
Anmerkung: Eine Besonderheit des Wortes „heute“ ist, dass von der Äußerungszeit aus gesehen manche Teile dieses Tages in der Vergangenheit, andere in der Zukunft liegen: „heute ist... / heute war... / heute wird...“ ist alles widerspruchsfrei möglich. Bei „gestern“ ergibt sich dagegen kein Kontakt mit anderen Zeiten als vergangenen. Ansonsten funktionieren beide Adverbien aber gleich: In der Verwendung als Zeitadverbial bedeutet das Adverb „gestern“: „zu einer bestimmten Zeit innerhalb des gestrigen Tages“, es bezeichnet nicht die gesamte Dauer des Tages. Anders ist es nur bei Verwendung als Subjekt eines Satzes wie: „Gestern war ein schöner Tag“ – hier ist der gestrige Tag als solcher und als ganzer gemeint.
- Anaphorisch, d. h. die Bezugszeit ist vorerwähnt.

davor = „vor der bereits genannten Zeit“
am Tag zuvor = „innerhalb des Tages vor dem Tag, in dem die bereits genannte Zeit liegt“
1 Stunde zuvor = „im Abstand von 1 Stunde vor der bereits genannten Zeit“
- Bezugszeit ist eine kalendarisch benannte Zeit:

vor 1945 = „vor dem Zeitintervall, das den Namen ‚1945‘ trägt“
- Orientierung an einem Referenz-Ereignis

vor dem Krieg = „vor dem Zeitintervall, das ‚der Krieg‘ (vorerwähnt, anaphorisch) einnimmt“.
während des Krieges = „innerhalb des Zeitintervalls, das „der Krieg“ einnimmt“
nachdem er das Haus verlassen hatte = „nach der Zeit, die vom Ereignis des Verlassens eingenommen wird“
Manche Ausdrücke sind mehrdeutig bezüglich der Verankerung. Beispiel: Am Sonntag kann bedeuten:
- (1) (deiktisch) = „innerhalb des Tages, der kalendarisch ein Sonntag ist und unter all solchen der Äußerungszeit am nächsten liegt (danach oder davor).“

Beispiele: „Am Sonntag werde ich Kuchen backen“ (= der nächste Sonntag nach der Äußerungszeit, Zusammenspiel mit dem Futurtempus)
„Am Sonntag habe ich Kuchen gebacken“ (= der nächstliegende Sonntag vor der Äußerungszeit, Zusammenspiel mit dem Perfekt).
- (2) (anaphorisch) = „innerhalb des Tages, der kalendarisch ein Sonntag ist und der vorerwähnten Zeit am nächsten liegt (danach oder davor).“

Beispiel: „In jener Woche hatte er extrem viel Arbeit gehabt. Erst am Sonntag bekam er wieder etwas Schlaf“
(= an dem Sonntag, der auf die genannten lang vergangenen Werktage folgte, Zusammenspiel mit dem Adverb „erst“, siehe unter #Phasenadverbiale).

### Deutungen mit verschiedenem Bezug
In manchen Verwendungen von Positionsadverbialen können zwei Arten des Bezuges unterschieden werden, nämlich ein weiterer Bezug auf die Betrachtzeit des Satzes, die vom Tempus ausgedrückt wird, oder ein engerer Bezug auf die Zeit eines Ereignisses. Dies kann besonders deutlich beim Plusquamperfekt der Fall sein, bei dem das Ereignis gegenüber der Betrachtzeit verschoben ist (siehe im Artikel Tempus #Grundlagen: Situationszeit und Betrachtzeit):
- „Um neun Uhr war Anna schon gegangen.“
- „Anna war schon um acht Uhr gegangen.“

Obwohl sie verschiedene Zeitangaben enthalten, sind die beiden Aussagen miteinander verträglich: Im ersten Satz bezieht sich die Uhrzeitangabe auf die Betrachtzeit, zu der man bemerkt, dass Anna schon nicht mehr da ist (= „um neun Uhr war es so“). Im zweiten Satz bezieht sich die Uhrzeitangabe auf das Ereignis des Weggehens, das vom Plusquamperfekt in einer Zeit vor der Betrachtzeit angesiedelt wird (= „es war so, dass sie um acht Uhr...“).

## Daueradverbiale
Daueradverbiale bilden eine weitere inhaltliche Klasse der Temporaladverbiale (im weiteren Sinn). Sie machen Angaben, wie ein bestimmtes Zeitintervall sich zur Laufzeit oder zum Vorkommen eines Ereignisses verhält. Hierbei gibt es eine wichtige Wechselbeziehung zur Aktionsart oder zum Aspekt, somit auch zu den Arten, wie ein Ereignis beschrieben wird. Die Unterscheidung von zwei Untertypen spielt in der sprachwissenschaftlichen Literatur eine sehr große Rolle, nämlich „durative Adverbiale“ und „Zeitrahmen-Adverbiale“.

### Durative Adverbiale
„Durative“ Adverbiale sind z. B. eine Stunde lang und entsprechende Kurzversionen aus einfachem Adjektiv (lang, ewig, kurz) bzw. einfacher Substantivgruppe (eine Stunde, einen Monat), sowie Angaben einer Dauer anhand einer zeitlichen Grenze wie seit (einem Monat). Sie kommen charakteristisch mit durativen Verben vor, also Verben, die ein kontinuierlich verlaufendes Ereignis beschreiben und keine Bedingung für dessen Abschluss beinhalten, etwa: arbeiten, Klavier spielen, regnen, brennen.

#### Durative Adverbiale als Maßfunktion für Ereignisse
Durative Adverbiale fungieren am häufigsten als Maßangaben für Ereignisse. Sie sind darin parallel zu anderen Maß-Angaben wie dem Gewicht eines Gegenstands: Sie beinhalten Maß-Funktionen, die einem Gegenstand einen Messwert zuordnen. Der Gegenstand ergibt sich hier allerdings erst dadurch, dass von einer Masse eine Portion abgeteilt wird, also etwa dass aus einer Masse „Hackfleisch“ eine Portion auf die Waage gelegt wird, nur dann kann ein Wert in Gramm ermittelt werden. Das Daueradverbial ist der analoge Fall für Ereignisse:
- 300g Hackfleisch = „Das Gewicht-in-g des Hackfleischs (d. h. der jeweiligen Portion) hat den Wert 300.“
- 30 Minuten Klavier spielen = „Die Dauer-in-Minuten des Ereignisses (d. h. des gemeinten Ereignisausschnittes) hat den Wert 30.“

Das Adverbial in „30 Minuten lang Klavier spielen“ löst also eine Episode von 30 Minuten aus dem Klavierspiel heraus, schließt aber nicht aus, dass faktisch ein längeres Ereignis dieses Typs existiert, vergleiche: „Nachdem sie 30 Minuten lang geübt hatte, begann das Stück fehlerfrei zu gehen“ (vereinbar mit dem Fall, dass sie insgesamt 60 Minuten übt).
Die Anwendbarkeit des Daueradverbials „...lang“ dient damit als ein Test für die Durativität von Verbbedeutungen (genauer gesagt für atelische Aktionsart). Inhärent begrenzte Ereignisbeschreibungen erlauben dieses Adverbial nicht:
- ?? „30 Minuten lang das Steak aufessen.“

Das Verb „aufessen“ ist nicht durativ, denn die Wortbedeutung besagt, dass das Ereignis zu Ende ist, sobald das Steak weg ist. In so einem Fall kann das Ereignis nicht außerdem noch durch ein Zeitmaß begrenzt werden (ebensowenig kann man sagen: ?? „50g Wurstscheibe“).

#### Weiterer Bezug auf reine Zeitintervalle
Adverbiale dieses Typs werden jedoch nicht nur auf Verbbedeutungen angewandt, sondern können auch für reine Zeiträume gelten, in denen etwas der Fall sein soll. In diesem letzteren Fall steht das Daueradverbial weniger eng am Verb, sondern bezieht sich auf einen größeren Satzteil. Dies zeigt sich bei der Anwendung auf verneinte Prädikate:
- „Drei Tage lang hat er nicht telefoniert.“
- Vgl. die andersartige Bedeutung bei engem Bezug: „Er hat nicht drei Tage lang telefoniert.“

Ähnlich verhalten sich Deutungen mit wiederholten Ereignissen
- „Er hat drei Tage lang auf dem Boden geschlafen.“

Der letzte Satz hat zwei Deutungen: Wenn ein Einzelereignis bemessen wird, ist die Bedeutung „ein Schlaf von drei Tagen Dauer“ (Betonung: „Er hat DREI Tage auf dem Boden GESCHLAFEN“). Alternativ kann aber gemeint sein: „Drei Tage lang war es so, dass er jedesmal, wenn er schlief, auf dem Boden schlief“ („drei Tage lang auf dem BODEN geschlafen“). Hier ist „auf dem Boden schlafen“ habituell gemeint, und das Bestehen dieser Gewohnheit wird mit der Dauerangabe modifiziert.

### Zeitrahmen-Adverbiale
Der entgegengesetzte Typ wird als Zeitrahmen-Adverbial oder auch als „Intervalladverbial“ bezeichnet. Er gibt ein Zeitintervall an, das groß genug ist, so dass ein Ereignis vollständig hineinpasst. Hierbei muss ein Begriff der Vollständigkeit des Ereignisses vorausgesetzt werden, daher ist dieser Typ nur auf Ereignisbeschreibungen mit eingebauter Grenze anwendbar:
- „Die Schlange hat ihre Beute in 30 Minuten vollständig aufgegessen.“

Das angegebene Intervall kann größer sein als die Laufzeit des Ereignisses, relevant ist nur, dass das Ereignis auf jeden Fall hineinpasst:
- „Hat sie es geschaft, das ganze Tier in 30 Minuten aufzuessen?“ – „Ja. Sie hat sogar nur 20 Minuten gebraucht.“

Hier ist in der Intervallangabe „in 30 Minuten“ ein zwanzigminütiges Ereignis vollständig enthalten. Wird die Angabe so aufgefasst, dass das Ereignis genau 30 Minuten gedauert habe, so handelt es sich um eine Implikatur (eine Schlussfolgerung des Hörers/Lesers im jeweiligen Kontext aufgrund der vermuteten Aussageabsichten).
Zu beachten ist hier eine Mehrdeutigkeit: Der Ausdruck „in 30 Minuten“ kann auch ein deiktisches Positionsadverbial sein, mit der Bedeutung „zu einer Zeit, die 30 Minuten nach der Äußerungszeit liegt“.

## Phasenadverbiale
Die Adverbien „schon, erst, noch“ und ihre Negationen „noch nicht, nicht mehr“ werden als Phasenadverbiale bezeichnet, ihr Bedeutungstyp auch als „Phasenpolarität“ oder „Phasenquantifikation“.
Manchmal werden sie mit Daueradverbialen zusammen gruppiert, sie bezeichnen jedoch keine Dauer und quantifizieren auch nicht über Intervalle (wie die unten behandelten #Frequenzadverbiale). Eine erweiterte Klasse aus den Phasenadverbialen zusammen mit dem Adverb „wieder“ wird auch als temporale Kontrastadverbiale bezeichnet. Die Bedeutung von „noch“ wird auch als Kontinuativ bezeichnet, die von „nicht mehr“ als Diskontinuativ.
Die Bedeutung dieser Adverbiale nimmt Bezug auf eine Gliederung von Abläufen in Phasen, nämlich einen Übergang von einer Zeit, in der das im Satz genannte Ereignis vorliegt, zu einer, in der es nicht vorliegt, oder umgekehrt. Hierbei wird, in Verbindung mit dem Tempus, die beschriebene Situation für die Betrachtzeit ausgesagt bzw. verneint, aber zusätzlich werden bestimmte Verhältnisse zu den umgebenden Zeiten vorausgesetzt oder impliziert. Die einzelnen Wortbedeutungen können folgendermaßen veranschaulicht werden – hierbei bezeichnet „1“, dass das genannte Ereignis abläuft, und „0“, dass das Ereignis nicht vorliegt (also z. B. das Schlafen in „Otto schläft schon / noch / nicht mehr / noch nicht“):
```
Phasen: <Vorphase; 
Betrachtete Phase
> (+ mögliche Folgephase)

schon
:      ...<0; 
1
>

noch
:       ...<1; 
1
>            (erwartbarer Verlauf 1-
1
-0)

nicht mehr
: ...<1; 
0
>

noch nicht
: ...<0; 
0
>            (erwartbarer Verlauf 0-
0
-1)
```

Beispielsweise bedeutet also „Otto schläft schon“, dass er zur Betrachtzeit schläft, aber dass man ihn zu einer früheren Zeit noch wach angetroffen hätte. In manchen Kontexten ergibt sich eine zusätzliche Bedeutungsnuance wie „Otto schläft überraschend früh“, dies ist aber nicht immer so und gehört nicht zur festen, wörtlichen Bedeutung (vgl. auch: „Wie du dir denken kannst, schläft er um diese Zeit schon“).
Aus der Darstellung ergibt sich eine Ähnlichkeit zwischen der Bedeutung von „noch“ und „wieder“: Beide beziehen sich darauf, dass eine Situation derselben Art in der Vergangenheit schon vorliegt. Das Adverb „noch“ setzt aber voraus, dass die gegenwärtige Situation seit einer vorherigen Zeit kontinuierlich andauert, dagegen besagt „wieder“, dass es eine abgetrennte und abgeschlossene Situation desselben Typs zuvor gab. Eine Ähnlichkeit ist wiederum, dass die Existenz dieser vergangenen Situationen in beiden Fällen nicht ausgesagt wird, sondern eine vorausgesetzte Bedingung ist (eine Präsupposition). Daher ergeben die oben dargestellten Phasenübergänge keine Bedeutungen in Form entsprechend ausgedehnter Intervalle.
Während „noch“ also kein Daueradverbial ist, kann es in einem anderen Sinn als durativ bezeichnet werden, denn es verlangt (in seiner zeitlichen Bedeutung) Kombination mit einem durativen (atelischen) Verb: „Otto schläft noch“, jedoch nicht: „?? Otto schläft noch ein.“ Zusätzlich muss für Modifikation mit „noch“ die Situation in Zukunft enden können, daher sind Aussagen seltsam wie „Das Buch ist noch auf Russisch.“
Neben der temporalen Verwendung gibt es Übertragungen der Phasenbedeutungen in andere Bereiche, z. B. als Anordnung auf einem Weg durch den Raum:
- „Venlo ist schon in den Niederlanden; Kaldenkirchen ist noch in Deutschland.“

## Frequenzadverbiale
Frequenzadverbiale geben „Häufigkeit“ an, werfen jedoch oft Fragen danach auf, was eigentlich gezählt wird: Zeitabschnitte, Ereignisse oder noch anderes.

### Inhaltliche Untertypen

#### Quantifikation über Zeitabschnitte
Ein Typ, der mit Sicherheit direkt auf Zeiten bezogen ist, sind Fälle wie: „jeden Sonntag“, wobei „Sonntag“ der Name eines Zeitabschnitts ist. Dieses Beispiel enthält eine Angabe vom Typ der Positionsadverbiale (s. o.), quantifiziert sie aber zusätzlich:
- „Fritz spielte jeden Sonntag Karten.“

= Für alle (relevanten) Sonntage in der Vergangenheit gilt, dass Fritz zu einer Zeit innerhalb dieses Sonntags Karten spielte.

#### (Definite) Zähladverbiale
Zähladverbiale, oder Adverbiale der „definiten Häufigkeit“, sind die Bildungen mit Zahlwort und dem Element -mal: „einmal, zweimal, dreimal, ... etc.“.

#### Unbestimmte Häufigkeit
Mit Adverbialen dieses Typs wird die Häufigkeit des Eintretens beliebiger Sachverhalte vage abgeschätzt. Beispiele sind: „oft, gelegentlich, selten, regelmäßig, immer“.

### Kombinationen mit Verben und aus mehreren Adverbialen
Zähladverbiale können auf Ereignisse bzw. Ereignisbeschreibungen angewandt werden, die eine Begrenzung des Ereignisses festlegen, etwa Zustandswechsel oder punktuelle Ereignisse. Nicht abgegrenzte Situationen können hingegen Interpretationsschwierigkeiten hervorrufen:
- „Ich bin heute nacht dreimal aufgewacht.“
- ? „Ich habe heute nacht viermal geschlafen.“

Zustände, die prinzipiell unbegrenzt, aber veränderlich sind, können relativ leicht so aufgefasst werden, dass sie in Form abgegrenzter Episoden vorliegen:
- „Die Temperatur war schon dreimal unter null Grad.“

= Sie war unter Null gefallen, zwischenzeitlich wieder gestiegen, aber dann wieder gefallen etc.
Es gibt aber auch Verwendungen, wo nicht einzelne Ereignisse, sondern komplexere Situationen gezählt werden:
- „Er hat oft dreimal am Tag angerufen.“

Hier werden Ereignisse des Anrufens mit der Anzahl „drei“ gezählt, dies wird dann in eine komplexe Situation zusammengefasst, die ihrerseits als wiederkehrend bezeichnet wird (also: „an vielen Tagen war es so“; man spricht hier auch von wiederkehrenden „Fällen“ statt Ereignissen). Eine unbestimmte Häufigkeit kann also für Situationen ausgesagt werden, die aus einer bestimmten Anzahl von Teilereignissen zusammengesetzt sind, aber diese Anordnung lässt sich offenbar nicht umkehren.
Eine Quantifikation über „Fälle“ statt Ereignisse kann in ihrer Deutung auch in eine Quantifikation über Dinge übergehen, zumindest dann, wenn andere Deutungen unsinnig wären:
- „Die Summe von zwei Primzahlen ist immer gerade.“

Hier bedeutet „immer“ nicht „die ganze Zeit“ sondern „alle Primzahl-Paare“, oder „jedesmal wenn man so eine Summe bildet, kommt das heraus“.